# قائمة الأغاني الوطنية المصرية

## إبراهيم حمودة
- إلى المعركة، للعدوان الثلاثى 1956

## إسماعيل ياسين
- 20 مليون

## أحلام
- يا حمام البر

## أحمد عبد الله
- ماخلاص اتعدلت والحالة اتبدلت

## أم كلثوم
| - طوف وشوف - شمس الاصيل - حق بلادك - نصره قويه وفرحه هنيه - صوت بلدنا - مصر التى في خاطرى وفى دمى (صوت الوطن) - ياسلام على عيدنا - نشيد الجلاء (يا مصر إن الحق جاء) - بأبى وروحى - قصيدة مصر - بعد الصبر ماطال - بطل السلام - الوحدة (يا ربى الفيحاء) - صباح جدي - ياجمال يامثال الوطنية - نشيد الطيران - صوت السلام - فرحة القنال (ما احلاك يا مصري) - باءسم مين - انا فدائيون - ثوار ثوار - قم واسمعها من أعماقي - راجعين بقوة السلاح - انشودة الجيش - الفجر الجديد - والله زمان يا سلاحى - مصر تتحدث عن نفسها - نشيد الشباب - النيل - نشيد الطيران - بغداد يا قلعة الأسود - يا حبنا الكبير | - محلاك يا مصرى - منصورة يا ثورة أحرار - نشيد الجيش (مشى المجد) - قصة السد (كان حلماً فخاطراً) - بالسلام احنا بدينا - باسم مين - الزعيم والثورة (بالمحبة والأخوة) - شعب العراق - يا صوت بلدنا - على باب مصر - حولنا مجرى النيل - قوم بإيمان وبروح وضمير (حق بلادك) - طريق واحد (أصبح عندي الآن بندقية) - مصر (أجل إن ذا يوم) - رسالة إلى جمال عبد الناصر بمناسبة وفاة جمال عبد الناصر 1970 - يا سلام على الأمة - ذكرى سعد (إن يغب عن مصر) 1927 - نشيد الجامعة (ياشباب النيل) 1937 - ميلاد الملك (إجمعي يا مصر) 1937 - إرفعي يامصر أعلام السرور بمناسبة زواج الملك 1938 - أشرقت شمس التهاني بمناسبة زواج الملك فاروق 1938 - يا أغاني السماء بمناسبة ميلاد الأميرة فريال 1938 - مبروك على سموك بمناسبة زفاف ولي عهد إيران والأميرة فوزية 1939 - يا بدر لما جبينك لاح ذكرى زواج الملك 1940 - لاح نور الفجر بمناسبة عيد جلوس الملك 1941 - أميرة الوادي (زهرة هلت على فجر الحياة) بمناسبة ميلاد الأميرة فادية 1942 - تحية الربيع (تغنى بحبك موج النهر) بمناسبة عيد جلوس الملك 6 مايو 1944 - زهر الربيع بمناسبة إنشاء جامعة الدول العربية 1945 - أيقظي يا طير نعسان الورود بمناسبة عيد ميلاد الملك 1946 |

## آمال ماهر
- يا مصريين

## حورية حسن
- طينك على راسى يا مصر، لأبو السعود الإبياري ولحن احمد صدقى

## سعاد محمد
| - يا مجاهد في سبيل الله - يا عمال السد - مركب رايحه ومركب جايه - بنت البلد | - ارفعى صوتك يا مصر - اعلى يا مصر - هرم ابن النيل |

## سيد إسماعيل
- قوم ياسطى مجاهد، من كلمات إبراهيم رجب على والحان كمال الطويل
- الأرض أرضنا عن ابونا وجدّنا، لمرسي جميل عزيز
- حبيت بلدى

## سيد درويش
- بلادي بلادي... لك حبي وفؤادي
- قوم يا مصري... مصر دايماً بتناديك لبديع خيرى
- شد الحزام وهز الهلال ياسيد

## سيد مكاوى
- مصر تحيا مصر
- الأرض بتتكلم عربى
- بستان مصر
- من حقك يا بلادنا
- مصر حياتى

## شادية
- يا حبيبتي يا مصر
- مصر اليوم في عيد
- الوطن الأكبر
- صوت الجماهير
- ادخلوها بسلام امينين
- بلد السد
- ضربة معلم
- عبرنا الهزيمة
- غاليه يا بلادى
- يا أرض وادى النيل
- يامسافر بورسعيد
- لما كنا صغيرين

## شهر زاد
- سمّينا وعدينا
- عيد الحرية
- اجرى بامر الله
- على شط النيل

## الشيخ إمام
- مصر ياما يا بهية
- صباح الخير على الورد اللي فتح في جناين مصر

## شيرين عبد الوهاب
- مشربتش من نيلها
- سلم علي الشهداء

## صباح
- حموى يا مشمش
- سلمولي على مصر

## عبد الحليم حافظ
| - الفجر بدا مع نادية فهمى من كلمات مرسي جميل عزيز والحان محمود الشريف - نسيم الفجريه لحسن محمد حاحا والحان محمد الموجى - إحنا الشعب - صباح الخير يا سينا - ابنك يقولك يا بطل - ياأهلاً بالمعارك - حكاية شعب - الوطن الاكبر - لفى البلاد يا صبية - النجمة مالت - مطالب شعب | - خلى السلاح صاحى - ادهم الشرقاوى - يا حبايب بالسلامة - ذكريات (اغنية) - صوت الجماهير (مع مجموعة) - ابنك يقولك يا بطل - فدائى - غنى يا قلبى - عاش اللى قال | - قومى يا مصر - عدى النهار - ولا يهمك يا ريس - الله يا بلادنا الله - بلدى يابلدى - بركان الغضب - المركبة عدت - صورة صورة - بالاحضان | - الفوازير - المسئولية - بستان الاشتراكية - ثورتنا المصرية - احلف بسماها وبترابها - يابلدنا لا تنامى - السد العالى - اغنيه المسيح - اضرب |

## عبد اللطيف التلباني
- برج الجزيرة، لحيرم العمراوى وألحان محمد الموجى

## عفاف راضى
- مصر هي أمى

## عليا
- منقولش ايه اديتنا مصر

## فايدة كامل
- دع سمائي فسمائي محرقة
- عاد السلام يا نيل
- عالوحدة ما شاء الله
- نشيد الوطن الأكبر
- فات الكتير يابلدنا مابقاش إلا القليل
- يا سادات

## فايزة أحمد
- بحبك يامصر
- حبيبتي قاهرتي
- نسمة يوليو
- يانسيم الفجر صبح
- ياوادى النيل يا غالى
- صوت الجماهير
- عاد القنال
- عروس اسوان
- مصر الحب

## فريد الأطرش
- نشيد البعث (هيا رجال الغد) من نظم أحمد خميس
- يا شباب آن الأوان لبيرم التونسي
- المارد العربي
- الليلة النور هل علينا
- يا مصر كنت في غربة
- مبروك أعياد الحرية
- ياحبيب الشعب العربي
- يا سطى سيد

## كارم محمود
- ايدك في ايدى يا عم يا عم نفدى الوطن بالدم

## ليلى مراد
- أغنية الاتحاد والنظام والعمل من نظم جليل البندارى ولحن منير مراد سنة 1953
- يا مصر قومى وانهضى

## ماهر العطار
- ياما زقزق القمري على ورق الليمون للشاعر سيد حجاب والحان إبراهيم رجب
- جنة بلادنا من نظم درويش يوسف والحان فتحى حجازي

## مجموعة
- نشيد الله أكبر، لعبد الله شمس الدين والحان محمود الشريف
- إسلمى يامصر إننى الفدا
- تعيشى يابلدى
- رايحين شايلين في ايدنا سلاح
- بسم الله. الله أكبر. بسم الله

## محرم فؤاد
- مصر لم تنم للشاعر فتحى سعيد وألحان رياض السنباطي
- فوق يا مصر لعصمت الحبروك والحان إبراهيم رافت

## محمد ثروت
- مصريتنا قوميتنا
- بلدى
- أنا مـن البلـد دى

## محمد رشدي
- صلوا من أجل مصر
- غنى يا مصر
- مصر السلام والخير

## محمد عبد الوهاب
| - حب الوطن فرض علي... أفديه بروحي وعينيه (لمعاهدة 1936) - أخي جاوز الظالمون المدى.. فحق الجهاد وحق الفدا - دعاء الشرق - الفن - دقت ساعة العمل الثورى - حى على الفلاح - سواعد من بلادى - حرية أراضينا | - اليوم فتحت عينيا - يا مصر تم الهنا - قولو لمصر - ناصر - بطل الثورة - تسلم يا غالى - ليالى الشرق - مصر نادتنا فلبينا نداها | - يا الهى انتصرنا بقدرتك - النهر الخالد - صوت الجماهير - الوطن الاكبر - الجيل الصاعد - حب الوطن فرض على - يانسمة الحريه - والله وعرفنا الحب |

## محمد فوزى
- بلدى أحببتك يابلدى

## محمد قنديل
- ع الدوار.. ع الدوار.. راديو بلدنا فيه أخبار كلمات حسين طنطاوى وألحان احمد صدقى
- الراية المصرية
- يا ويل عدو الدار
- وحدة ما يغلبها غلاب
- أمجاد ياعرب أمجاد
- أحلي بلد بلدي

## محمد منير
- إزاى ترضيلى حبيبتى

أنا مصر
الناس في بلادي

## محمد نوح
- مدد مدد شدى حيلك يابلد

## منيرة المهدية
- مصر الجميلة محلاكى لبديع خيري والحان زكريا أحمد

## نجاة الصغيرة
- وطني وصباي وأحلامي مع المطرب عبد الرؤوف إسماعيل 1955 من نظم احمد مخيمر والحان محمود الشريف
- يا رب انصر أمتنا
- قصة الظلم لصالح جودت والحان عبد العظيم محمد

## نجاح سلام
- يا أغلى اسم في الوجود، لاسماعيل الحبروك وألحان محمد الموجى
- أنا النيل مقبرة الغزاة
- الله على النصر
- اليوم النصر

## هدى سلطان
- امم جمال لعبد الله شمس الدين والحان محمود الشريف

## وديع الصافي
- عظيمه يامصر
- إذا مصر قالت نعم أيدوها

## وردة الجزائرية
- وانا على الربابة باغنى
- انا مولودة في يوليو

## ياسمين الخيام
- المصريين أهم

## لطيفة التونسية
- يبقى أنت اكيد المصري